# James Dougherty
James E. Dougherty 12 de abril de 1921; Los Ángeles, California - 15 de agosto de 2005;  San Rafael, California ) fue un escritor estadounidense, policía de Los Ángeles y veterano de la Segunda Guerra Mundial, conocido por haber sido el primer marido de la actriz Marilyn Monroe.

## Biografía
Nació en Torrance, condado de Los Ángeles, California como el menor de los cinco hijos de Ethel y Edward Dougherty, de ascendencia inglesa e irlandesa. En 1939, se graduó de la Van Nuys, California High School. Jane Russell, otra futura estrella de Hollywood y compañera de Monroe en Los caballeros las prefieren rubias, era otra de las graduadas.
En 1942, empezó a salir con su vecina Norma Jeane Baker (nombre real de Marilyn Monroe) quien entonces tenía quince años. El 19 de junio del mismo año se casaron tras algunos meses de noviazgo y unos 18 días después de que ella cumpliese dieciséis años. En 1944 se enroló en la Marina de los Estados Unidos, lo que lo llevó fuera del país a servir en el Pacífico Sur.

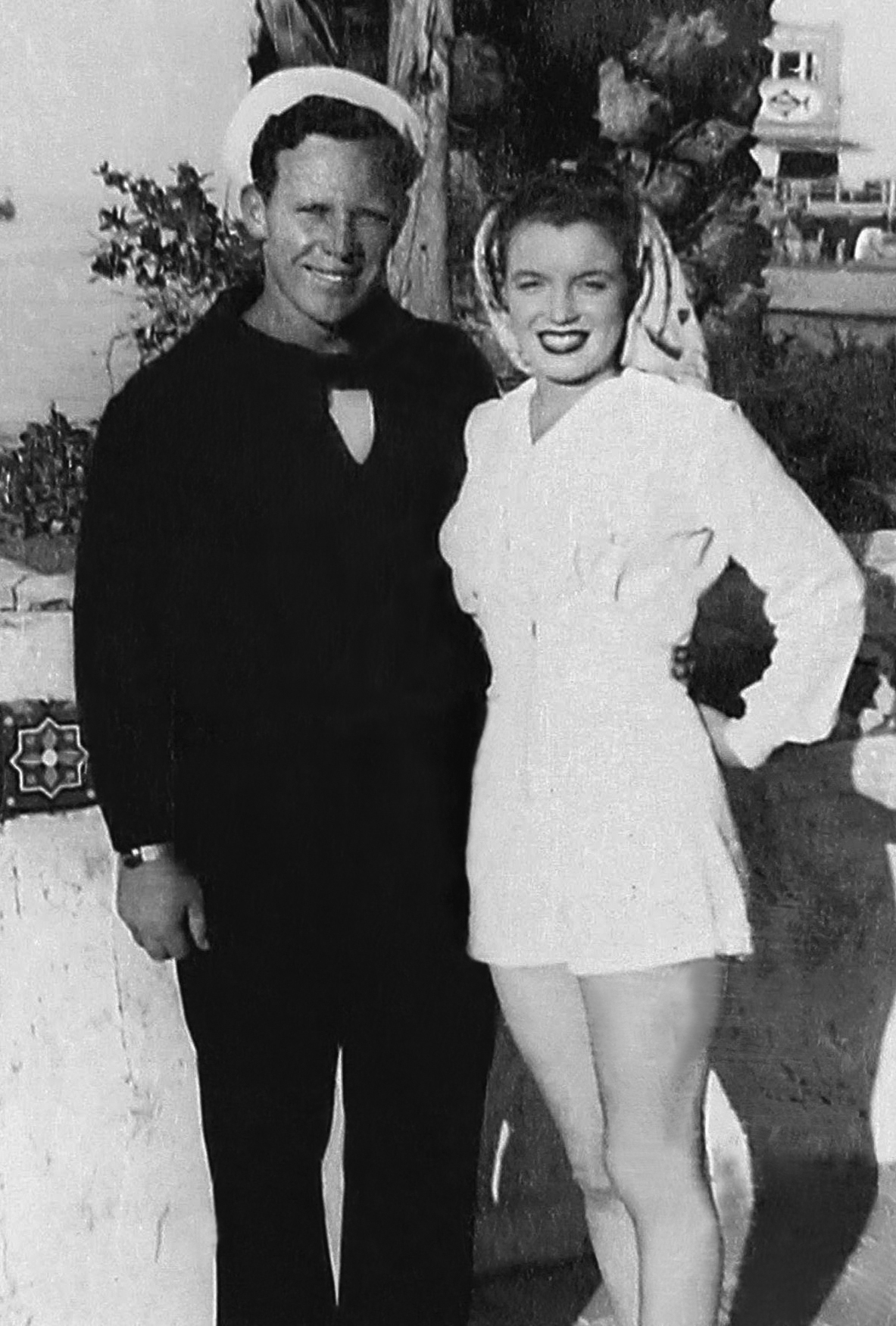
Dougherty y su primera esposa, la futura Marilyn Monroe, en 1943-1944.

En 1946 se divorciaron, pues la 20th Century Fox le exigió a Norma Jeane ser soltera para poder firmar el contrato.
Durante veinticinco años Dougherty ejerció en el Departamento de Policía de Los Ángeles. En 1947 se casó con Patricia Scoman, de quien se divorció en 1972. Tuvieron tres hijas: Cheryl Ann (1947), Vivian Kathleen (1950) y Maria Irene Dougherty (1952).
Tras su retiro en 1974 se mudó a Phoenix, Arizona y luego a Maine, donde enseñó en la Academia de Justicia Militar. Su tercer matrimonio fue en 1973 con Rita Lambert. Duró treinta años, hasta la muerte de ella en 2003. Él murió de leucemia en 2005.
Diría al Sun Journal en 1997, que se había enamorado de una chica de un pequeño pueblo, no de una actriz. Hasta la muerte de Marilyn Monroe en 1962, siguió la carrera de su exesposa.

## Como escritor
Se negó durante décadas a hablar de Marilyn. En 1976, sin embargo, rompió el silencio con The Secret Happiness of Marilyn Monroe. En 1997 publicó otro libro sobre el tema, To Norma Jeane with Love, Jimmie.